# Kaia Urb
Kaia Urb (também Kaia Galina Urb; nascida a 26 de fevereiro de 1956 em Tallinn) é uma cantora estoniana (soprano). Ela é especialmente conhecida pelas suas apresentações em oratórios.
Ela formou-se no Conservatório Estatal de Tallinn em pedagogia musical e especialidade em canto.
Desde 1982 é membro do Câmara de Coro da Filarmónica da Estónia. Ela cantou muitas partes de solo no coro. O seu repertório é amplo, indo da música barroca à clássica contemporânea. Também cantou com os conjuntos Camerata Tallinn e Corelli Consort.
Prémios:
- 1996 e 1998: Prémio Anual da Dotação Cultural da Estónia para Música[1]
- 2013: Ordem da Estrela Branca, IV classe[2]